# Reichstett
Reichstett är en kommun i departementet Bas-Rhin i regionen Grand Est (tidigare regionen Alsace) i nordöstra Frankrike. Kommunen ligger i kantonen Mundolsheim som tillhör arrondissementet Strasbourg-Campagne, en del Strasbourgs storstadsområde. År 2022 hade Reichstett 4 554 invånare.

## Geografi

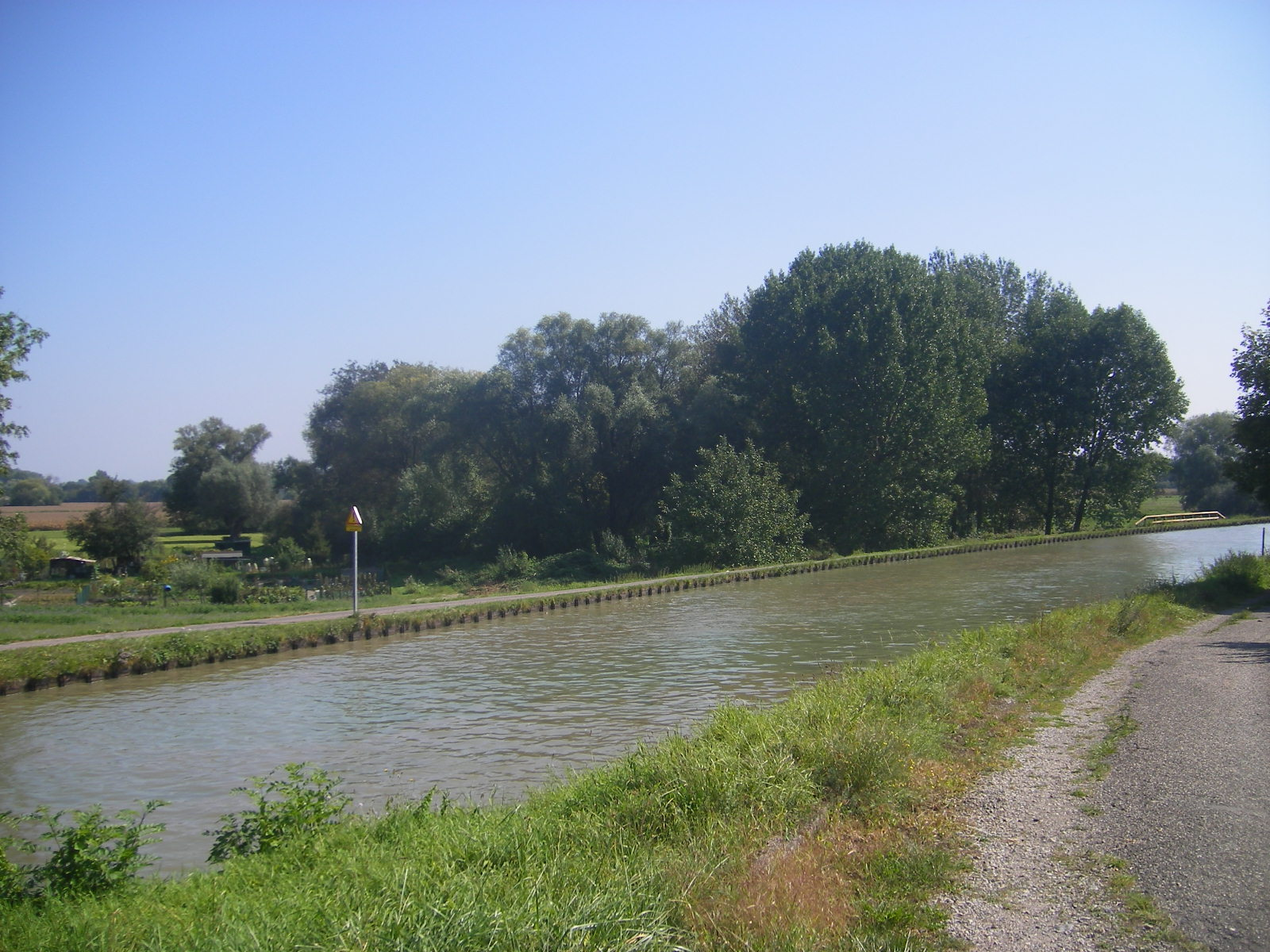
Marne-Rhenkanalen, Frankrikes längsta kanal, som förbinder floderna Rhen med Marne.

Reichstett är beläget cirka 7 km från centrala Strasbourg men räknas i dag till stadens storstadsområde. Genom området rinner Marne-Rhenkanalen, Frankrikes längsta kanal, som förbinder floderna Rhen med Marne.

## Historia

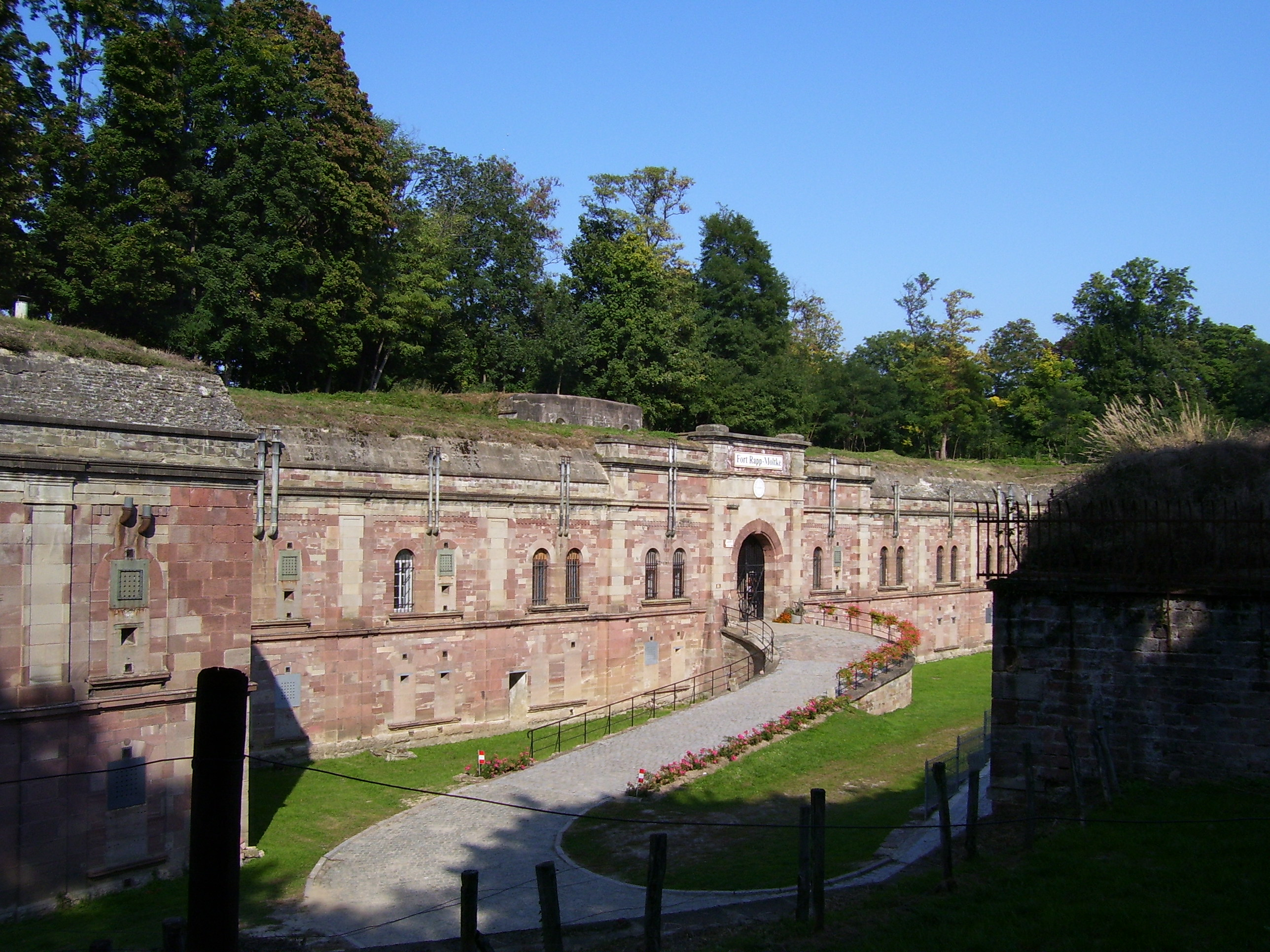
Ingången till Fort Rapp vid Rechstett.

Orten nämns för första gången i ett dokument i Tysk-romerska riket under dess förste kejsare Fredrik Barbarossas (1122-1190) tid. Under Medeltiden gick orten under namnen Rinstett, Rynstett, Rinstetten och Rinstettin.
Under trettioåriga kriget 1622 plundras och jämnades orten med marken. Tio år senare, 1632, tvingade svenskar invånarna att evakuera orten.
På 1600-talet räknade invånarantalet till mindre än 100 personer som betalade tionde till Katolska kyrkan. I ett dokument från 1670 beskrivs Rechstett som en rik by med bördig jord, en vacker skog och välvårdade fält.
På 1800-talet uppgick invånarantalet till dryga 1 000 personer fördelade på runt 250 hushåll. Från 1869 nämns en skola med blandade klasser såväl som med pojk- och flickklasser. För undervisningen betroddes en nunna från Sankt Jean de Basse (1827).
Under Fransk-tyska kriget uppfördes i området det betydande Fort Rapp. Detta användes senare under Första världskriget av tyskarna som fängelse för ryska och italienska krigsfångar. Under mellankrigstiden förde Frankrike en radikal francisation genom framförallt skolpolitiken.
Under Andra världskriget stod Reichstett under den nazityska ockupationen, som varade fram till 23 november 1944, då kommunen befriades av general Philippe Leclercs 2. division. General Charles de Gaulle förmodde övertyga amerikanerna att låta dessa trupper kvarstå då den nazityska kontraoffensiven inleddes. Några dagar senare anföll så fransmännen i en kontraoffensiv och faran över.
Sedan befrielsen upprättades en administrativ kommitté, som kvarstod i tjänst tills de första fria lokalvalen efter okcupationen hölls hösten 1945.

## Ekonomi
Förutom samhällsservice som postkontor och apotek, har Rechstett har flera banker representerade och här finns en rik småföretagarverksamhet: bagarier, kiosker, blombutiker, frisersalonger och matvarubutiker. Dessutom väntas ett värdshus vidare uppföras.
Orten har också en industrizon där ett petroleumraffineri ingår som tillhör gruppen Petroplus. Här finns också den multinationella mexikanska byggnadsbolaget Cemex representerat, vilka bedriver betongproduktion.

## Demografi
Antalet invånare i kommunen Reichstett
| Referens: INSEE |